# Montañas del León
Las montañas del León (también llamadas montañas de la Leona o montañas de la Península, originalmente del portugués Serra Leoa o Sierra de la Leona) son una cadena montañosa en Sierra Leona. La cordillera se extiende 30 kilómetros (19 millas) en la península de Freetown junto al océano Atlántico norte, al sureste de la capital, Freetown. Las montañas son parte de la Reserva Forestal del Área Occidental, una reserva natural con una prohibición de caza, establecida en 1916. El punto más alto es Picket Hill a 888 metros (2913 pies).
Las montañas se encuentran aislados en la costa del Atlántico y están rodeados por mar y tierras bajas en todas direcciones. A unos 200 kilómetros (120 millas) tierra adentro, el terreno comienza a elevarse hasta las Tierras Altas de Guinea, las montañas más cercanas. Al ser las únicas montañas costeras importantes entre Marruecos y Camerún, las montañas fueron una característica sorprendente para los primeros exploradores europeos.
La República de Sierra Leona recibe su nombre de esta cordillera. El explorador portugués Pedro da Cintra bautizó a las montañas Serra Leoa (montañas de la Leona) en 1462. Más tarde, los cartógrafos italianos consultaron al explorador veneciano Alvise Cadamosto sobre el nombre de las montañas. Él se refirió a ellas como Sierra Leone en su propio idioma y desde entonces se ha utilizado el nombre en italiano.